# Ferrari 312T
Ferrari 312T är en formel 1-bil, tillverkad av den italienska biltillverkaren Ferrari mellan 1975 och 1980.

## Bakgrund
Scuderia Ferrari hade inte vunnit någon titel i formel 1-VM på ett decennium och bestämde sig för att lägga ned all annan bilsport och fokusera sina resurser på F1-stallet inför 1974. Resultatet blev andraplatser i både förar- och märkesmästerskapet men med en ny bil väntade ännu större framgångar.

## Utveckling

### 312T
Mauro Forghieri hade börjat arbeta på den nya bilen under 1974 men den stod inte klar förrän en bit in på säsongen 1975. Den platta V12 motorn hade konstruerats om för bättre tillförlitlighet, något som varit företrädaren 312B:s akilleshäl. Chassit byggdes om med nya hjulupphängningar. Dessutom placerades växellådan på tvären, vilket gav bilen dess namn, 312T (transversale). Den tvärställda lådan fick plats mellan motorn och bakaxeln och hjälpte till att hålla huvuddelen av bilens vikt mellan hjulaxlarna, vilket förbättrade vägegenskaperna.

### 312T2
312T2 introducerades halvvägs in på säsongen 1976 i samband med att luftboxarna till motorn förbjöds. Förutom nya luftintag till motorn hade bilen längre hjulbas och ny hjulupphängning bak.

### 312T3
I början av säsongen 1978 kom T3:an med ett nytt chassi, anpassat för de nya Michelin-däcken. Bilen visade sig dock vara en lätt match för Team Lotus markeffektbilar.

### 312T4
Lotus framgångar tvingade Ferrari att ta fram T4:an till 1979, nödtorftigt anpassad till markeffektteknik. 312:an var aldrig byggd för markeffekter och den platta V12:an omöjliggjorde riktiga venturitunnlar under bilen, men modellens robusta tillförlitlighet kompenserade för detta.

### 312T5
Till 1980 utvecklade Ferrari markeffekt-tekniken ytterligare, men det gamla chassit var inte alls anpassat för uppgiften och resultatet blev en besvikelse. T5:an blev en övergångsmodell innan Ferrari gick in i turboeran påföljande säsong med 126C, men det skulle dröja fram till 2000-talet innan Scuderia Ferrari skulle få uppleva en ny storhetstid.

## Tekniska data
| Tekniska data           | 312T                                                                                   | 312T2                                                                                  | 312T3                                                                 | 312T4                                                                 | 312T5                                                                 |
| ----------------------- | -------------------------------------------------------------------------------------- | -------------------------------------------------------------------------------------- | --------------------------------------------------------------------- | --------------------------------------------------------------------- | --------------------------------------------------------------------- |
| Motor:                  | Mittmonterad 180° 12-cylindrig V-motor                                                 | Mittmonterad 180° 12-cylindrig V-motor                                                 | Mittmonterad 180° 12-cylindrig V-motor                                | Mittmonterad 180° 12-cylindrig V-motor                                | Mittmonterad 180° 12-cylindrig V-motor                                |
| Cylindervolym:          | 2992 cm³                                                                               | 2992 cm³                                                                               | 2992 cm³                                                              | 2992 cm³                                                              | 2992 cm³                                                              |
| Borrning x slaglängd:   | 80,0 x 49,6 mm                                                                         | 80,0 x 49,6 mm                                                                         | 80,0 x 49,6 mm                                                        | 80,0 x 49,6 mm                                                        | 80,0 x 49,6 mm                                                        |
| Kompression:            | 11,5:1                                                                                 | 11,5:1                                                                                 | 11,5:1                                                                | 11,5:1                                                                | 11,5:1                                                                |
| Max effekt vid varvtal: | 495 hk vid 12 200 v/min                                                                | 500 hk vid 12 200 v/min                                                                | 510 hk vid 12 200 v/min                                               | 515 hk vid 12 300 v/min                                               | 515 hk vid 12 300 v/min                                               |
| Ventilstyrning:         | Dubbla överliggande kamaxlar per cylinderrad, 4 ventiler per cylinder                  | Dubbla överliggande kamaxlar per cylinderrad, 4 ventiler per cylinder                  | Dubbla överliggande kamaxlar per cylinderrad, 4 ventiler per cylinder | Dubbla överliggande kamaxlar per cylinderrad, 4 ventiler per cylinder | Dubbla överliggande kamaxlar per cylinderrad, 4 ventiler per cylinder |
| Bränslesystem:          | Lucas bränsleinsprutning                                                               | Lucas bränsleinsprutning                                                               | Lucas bränsleinsprutning                                              | Lucas bränsleinsprutning                                              | Lucas bränsleinsprutning                                              |
| Växellåda:              | 5-växlad manuell                                                                       | 5-växlad manuell                                                                       | 5-växlad manuell                                                      | 5-växlad manuell                                                      | 6-växlad manuell                                                      |
| Hjulupphängning fram:   | Dubbla triangellänkar, skruvfjädrar, krängningshämmare                                 | Dubbla triangellänkar, skruvfjädrar, krängningshämmare                                 | Dubbla triangellänkar, skruvfjädrar, krängningshämmare                | Dubbla triangellänkar, skruvfjädrar, krängningshämmare                | Dubbla triangellänkar, skruvfjädrar, krängningshämmare                |
| Hjulupphängning bak:    | Övre tvärlänk, undre triangellänk, dubbla längslänkar, skruvfjädrar, krängningshämmare | Övre tvärlänk, undre triangellänk, dubbla längslänkar, skruvfjädrar, krängningshämmare | Dubbla triangellänkar, skruvfjädrar, krängningshämmare                | Dubbla triangellänkar, skruvfjädrar, krängningshämmare                | Dubbla triangellänkar, skruvfjädrar, krängningshämmare                |
| Bromsar:                | Hydrauliska skivbromsar                                                                | Hydrauliska skivbromsar                                                                | Hydrauliska skivbromsar                                               | Hydrauliska skivbromsar                                               | Hydrauliska skivbromsar                                               |
| Chassi & kaross:        | Självbärande monocoque                                                                 | Självbärande monocoque                                                                 | Självbärande monocoque                                                | Självbärande monocoque                                                | Självbärande monocoque                                                |
| Hjulbas:                | 252 cm                                                                                 | 256 cm                                                                                 | 256 cm                                                                | 270 cm                                                                | 270 cm                                                                |
| Torrvikt:               | 575 kg                                                                                 | 560 kg                                                                                 | 580 kg                                                                | 590 kg                                                                | 595 kg                                                                |

## Tävlingsresultat

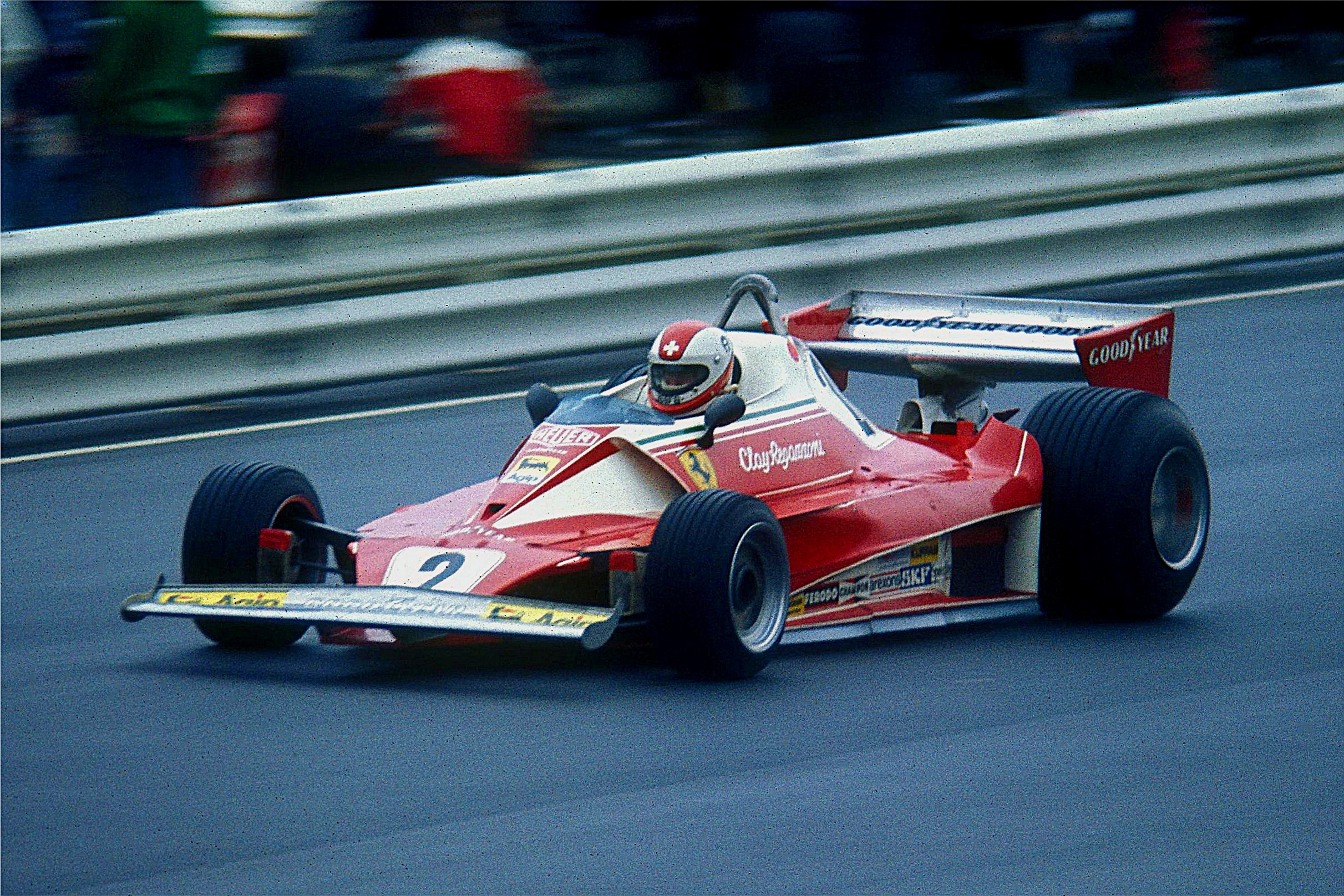
Clay Regazzoni vid Tysklands Grand Prix 1976.

### Formel 1-VM 1975
Scuderia Ferrari startade säsongen 1975 med den äldre B3-modellen, men från Sydafrikas Grand Prix körde stallet den nya 312T. Niki Lauda vann fem lopp under året och Clay Regazzoni ett. Lauda blev världsmästare med Regazzoni på femte plats och Ferrari tog hem konstruktörstiteln för första gången sedan 1964.

### Formel 1-VM 1976
Niki Lauda startade säsongen 1976 i stor stil och vann fem lopp före olyckan vid Tysklands Grand Prix som så när kostat honom livet. Efter en anmärkningsvärt kort konvalescens var han tillbaka igen för att försvara sin titel, men vid årets sista lopp i ett regndränkt Japan bröt han av säkerhetsskäl och förlorade därmed förarmästerskapet med en poäng till James Hunt. Clay Regazzoni vann ett lopp under året och slutade på en femteplats. Ferrari vann konstruktörsmästerskapet för andra året i rad.

### Formel 1-VM 1977
1977 vann Niki Lauda tre lopp och hans nye stallkamrat Carlos Reutemann vann ett. Lauda tog därigenom sin andra VM-titel, med Reutemann på fjärde plats i förarmästerskapet och Ferrari vann sitt tredje konstruktörsmästerskap i rad.

### Formel 1-VM 1978
1978 vann Lotus markeffektbilar i princip alla tävlingar de fullföljde. Ferrari var dock ”bäst av de övriga” och Carlos Reutemann vann fyra lopp, medan Gilles Villeneuve vann sin hemmatävling Kanadas Grand Prix. Reutemann slutade trea i förarmästerskapet med Villeneuve på en mer blygsam tiondeplats. I konstruktörsmästerskapet slutade Ferrari trea.

### Formel 1-VM 1979
Efter en trög start på säsongen 1979 slog Gilles Villeneuve och Jody Scheckter till med dubbelsegrar i både Sydafrikas Grand Prix och USA West. Scheckter tog sedan tre segrar och Villeneuve ännu en under året. Scheckter blev världsmästare med Villeneuve på andra plats och Ferrari tog hem sitt fjärde konstruktörsmästerskap på fem år.

### Formel 1-VM 1980
Framgångarna från 1979 byttes mot raka motsatsen 1980. Ferrari lyckades inte ens ta en pallplats under året och Gilles Villeneuve blev stallets bästa förare på fjortonde plats i förarmästerskapet. Regerande mästaren Scheckter slutade på en förödmjukande nittondeplats. I konstruktörsmästerskapet slutade Ferrari tia.